# Cremosperma auriculatum
Cremosperma auriculatum är en tvåhjärtbladig växtart som beskrevs av Conrad Vernon Morton. Cremosperma auriculatum ingår i släktet Cremosperma och familjen Gesneriaceae. Inga underarter finns listade i Catalogue of Life.